# سیارک ۲۱۰۴۳۳
سیارک ۲۱۰۴۳۳ (به انگلیسی: 210433 Ullithiele، نامگذاری:2008YT1)۲۱۰۴۳۳مین سیارک کشف شده‌است که در ۲۱ دسامبر ۲۰۰۸ کشف شد.